# Kapuza
Kapuza (od łac. cappa – nakrycie głowy, caput – głowa) – rodzaj męskiej czapki. Miała ona opuszczane klapy służące do osłonięcia uszu lub również karku. Używana była w Europie i Azji od czasów średniowiecza, lub nawet wcześniej. Wykonana była najczęściej z futra i wówczas określana była również nazwą pochodną od rodzaju futra, np. lisiurka – od lisa. Czasem kapuzy wykonywane były także z tkaniny, np. z sukna lub jedwabiu (znane z XVIII-wiecznej Polski).
Od kapuzy pochodzi przypinany lub przytwierdzany na stałe do kurtki, płaszcza lub peleryny – kaptur (j. niem. Kapuze).
Obecnie mianem kapuzy określa się nakrycie głowy w niektórych typach wojskowego umundurowania w wersji zimowej.
Jedną z mutacji kapuzy był szłyk. Był on bardziej zwężany ku górze. Od szłyka wywodzą się wścieklice i rozłupy, powszechne wśród chłopstwa europejskiego (z wyłączeniem regionów południowych).